# Diocesi di Inniscathy
La diocesi di Inniscathy o Iniscathay o Innis-Scattery o dell'isola di Scattery (in latino Dioecesis Insulae Cathensis) è una sede soppressa e sede titolare della Chiesa cattolica. Per la sede titolare, immutato il latino, si usa la grafia Inis Cathaig.

## Territorio
La diocesi comprendeva le baronie di Moyarta, Clonderlaw e Ibricken, nella contea di Clare; la baronia di Connello, nella contea di Limerick e l'antica regione di Hy-Fidgente nella contea di Kerry.
Sede vescovile era la città di Inis Cathaig, a 5 km a sud-ovest della città di Kilrush, nell'odierna contea di Clare.

## Storia
Inniscathy è il luogo dove, nella prima metà del VI secolo san Senano fondò il più importante dei suoi monasteri. Senano morì nel 544 secondo le leggende agiografiche legate alla vita di questo santo abate. Successori immediati di Senano sarebbero stati Odran, morto nel 580 e Aidan I, che emigrò a Lindisfarne e morì nel 651. A partire dalla fine dell'VIII secolo, i necrologi presenti negli annali irlandesi permettono di ricostruire la cronotassi degli abati fino agli inizi del XIII secolo.
La Chiesa irlandese del primo millennio non era organizzata in diocesi, come sul continente, ma la vita ecclesiale e pastorale ruotava attorno ai monasteri, dove l'abate svolgeva anche le funzioni episcopali. Non di rado, per le sole funzioni liturgiche, veniva consacrato vescovo un monaco, subordinato all'abate. Anche a Inniscathy sono noti diversi abati-vescovi.
In occasione della riorganizzazione della Chiesa irlandese sul modello di quella continentale, nel sinodo di Rathbreasail del 1111 non fu menzionata una diocesi di Inniscathy, e i territori che dipendevano dal monastero furono suddivisi fra le diocesi di Limerick, di Killaloe, di Ardfert e di Cloyne.
Gli abati però non si arresero così facilmente a rinunciare a diritti acquisiti da secoli. Infatti, il sinodo di Kells del 1152 riconobbe la diocesi di Inniscathy come suffraganea dell'arcidiocesi di Cashel. Tuttavia, nella lista dei vescovi irlandesi che prestarono giuramento di fedeltà al re Enrico II d'Inghilterra a Cashel nel 1171-72, non figura quello di Inniscathy. Non si ha più menzione di una diocesi a Inniscathy dopo il 1195, anno di morte dell'ultimo abate-vescovo noto, Cerball Ua hEnna, e le antiche terre monastiche e le loro chiese risultano appartenere alle medesime diocesi a cui erano state assegnate nel 1111.
Nel corso del XIV e XV secolo furono nominati due vescovi per Inniscathy, dovuti probabilmente ad errori commessi dalla Curia romana. Nel 1360 papa Innocenzo VI nominò Thomas McMahon episcopus Cathayensis, consacrato vescovo nel 1363. Giunto in Irlanda, malgrado le istanze e le proteste dei vescovi di Limerick, Killaloe, Ardfert e Cloyne, Thomas McMahon si mantenne in sede fino al 1366, quando un'indagine ordinata da Roma giunse alla conclusione che questo vescovo aveva prodotto documenti falsi per ottenere la sede di Inniscathy. Papa Urbano V dichiarò dunque nulla la nomina del predecessore Innocenzo VI.
Nel 1414 un domenicano inglese, Richard Belmer, riuscì ad ottenere dall'antipapa Giovanni XXIII la nomina a Inniscathy, ma la forte opposizione anti inglese e la povertà della mensa episcopale convinsero Belmer a non prendere possesso della sede. Nel 1424 fu nominato vescovo di Achonry.
Dal 1969 Inniscathy è annoverata tra le sedi vescovili titolari della Chiesa cattolica con il nome di Inis Cathaig; dal 24 aprile 2015 il vescovo titolare è Josef Graf, vescovo ausiliare di Ratisbona.

## Cronotassi

### Vescovi
La seguente cronotassi è quella degli abati riportata da F. Grannell. Con (*) sono indicati gli abati documentati come vescovi nella stessa lista.
- San Senano † (? - 1º marzo 544 deceduto)
- Odran † (? - circa 580 deceduto)
- Aidan I † (prima metà del VII secolo)
- Olchobur † (? - 797 deceduto)
- Aidan II † (? - 863 deceduto)
- Mael-Brigte Mac Brolaig † (? - 901 deceduto)
- Flaitbertach Mac Inmainen † (? - circa 908 deceduto)
- (*) Cinead Ua Con Minn † (? - 958 deceduto)
- Gebendach Mac Cathail † (? - 965 deceduto)
- (*) Scandlan Ua Eirc † (? - 974 deceduto)
- Noeman † (? - 977 deceduto)
- Cathal Mac Ledbain † (? - 992 deceduto)
- Colla Mac Connacain † (? - 995 deceduto)
- Mael-Isu Mac Fannabra † (? - 997 deceduto)
- Ua Lecce † (? - 1033 deceduto)
- (*) Ua Bruic † (? - circa 1037 dimesso)
- Mac Laain † (? - 1041 deceduto)
- Muirchertach Ua Sculu † (? - 1054 deceduto)
- (*) Ua Bruic † (? - 1070 deceduto) (per la seconda volta)
- Dunchad Ua Bruic † (? - 1081 deceduto)
- Ua Mael-Muine † (? - 1095 deceduto)
- Diarmait Ua Lennain † (? - 1119 deceduto)
- Ua in Chosain † (? - 1129 deceduto)
- (*) Aed Ua Beccain (Hugh O'Beachain) † (? - 1188 deceduto)
- (*) Cerball Ua hEnna † (? - circa 1195 deceduto)
- Mac Mic Techthechain † (? - 1202 deceduto)

### Vescovi titolari
- Thomas Jerome Welsh † (18 febbraio 1970 - 4 giugno 1974 nominato vescovo di Arlington)
- William Anthony Hughes † (23 luglio 1974 - 13 aprile 1979 nominato vescovo di Covington)
- John Edward Heaps † (4 settembre 1981 - 21 giugno 2004 deceduto)
- Frank Joseph Caggiano (6 giugno 2006 - 31 luglio 2013 nominato vescovo di Bridgeport)
- Josef Graf, dal 24 aprile 2015